# Heinrich Albert Lion
Heinrich Albert Lion (* 18. August 1796 in Bamberg; † 28. Dezember 1867 in Groß Lengden) war ein deutscher Klassischer Philologe.

## Leben
Heinrich Albert Lion, der Sohn eines jüdischen Kaufmanns, studierte von 1814 bis 1818 Philologie an den Universitäten zu Leipzig und Göttingen, wo er am 25. Februar 1818 promoviert wurde und sich 1819 als Privatdozent niederließ. Gleichzeitig arbeitete er als Konrektor an der Göttinger Stadtschule. Am 19. Juni 1825 konvertierte er zum evangelischen Glauben. In den nächsten Jahren entwickelte er eine ausgeprägte Schwerhörigkeit, die ihn 1826 zwang, seine Tätigkeit an Schule und Universität aufzugeben. Seinen Lebensunterhalt verdiente er fortan als Korrekturleser im Rang eines Assessors der Philosophischen Fakultät (seit 1828). Seit 1865 lebte er aus finanziellen Gründen im benachbarten Dorf Groß Lengden, wo er 1867 in großer Armut starb.
Zu seinen Kindern gehörten die Turnlehrer Carl Theodor Lion (1838–1901) und Rudolf Lion (1843–1893).

## Schriften (Auswahl)
- Commentatio de ordine quo Plutarchus vitas scripsit. Göttingen 1819. Editio altera, Göttingen 1837
- Xenophontis de Cyri Expeditione Commentarii recensuit, annotationibus criticis illustravit Albertus Lion. Zwei Bände, Göttingen 1822–1823
- Ctesiae Cnidii quae supersunt. Nunc primum seorsum emendatius atque auctius edita cum interpretatione Latina Henr. Stephani aliorumque [et] annotationibus Henrici Stephani, Hoeschelii, Schotti, Gronovii, aliorumque, quibus suas atque indices copiosissimos adiecit Albertus Lion. Göttingen 1823
- Maecenatiana sive de C. Cilnii Maecenatis vita et moribus. Praefixa est effigies Maecenatis aeri incisa. Göttingen 1824
- Auli Gellii Noctes Atticae collatis manuscriptis Guelpherbitanis ed editt. vet. recensuit annotationibus critic. illustravit, et indic. instruxit. Zwei Bände, Göttingen 1824
- Auli Gellii Noctes Atticae recensuit in usum scholarum edidit et indicibus copiosissimis instruxit Albertus Lion. Göttingen 1825
- Catoniana sive M. Porcii Catonis Censorii quae supersunt operum fragmenta. edid. H. Alb. Lion. Acced. M. Catonis Praetoris et Catonis Nepotis fragmenta. Göttingen 1826
- Commentarii in Virgilium Serviani sive Commentarii in Virgilium, qui Mauro Servio Honorato tribuuntur: Accedunt Virgilii interpretes a Maio primum editi, Philargyrius et Probus. Ad fidem codicum Guelferbytanorum aliorumque recensuit, et potioribus variis lectionibus indicibusque copiosissimis instruxit H. Albertus Lion. Zwei Bände, Göttingen 1826
- Tironiana et Maecenatiana sive M. Tullii Tironis et C. Cilnii Maecenatis operum fragmenta quae supersunt. Editio altera auctior et emendatior, Göttingen 1846